# ATL-98運輸機
英國航空貿易ATL-98“天空開拓者”是一款使用四台活塞發動機的運輸機，由弗雷迪·萊克創立的英國航空貿易公司（ATL）在道格拉斯DC-4的基礎上製造，可運載25名乘客和5輛裝載於飛機前部的汽車。

## 設計及發展
1940年代後期起用於汽車空運的布里斯托170貨機在1960年代初期已顯老舊，且逐漸不敷應用。弗雷迪·萊克因此決定將過剩的DC-4及其軍用型號C-54運輸機改裝成汽車運輸機，此舉節約了購買新飛機的成本。
布里斯托170貨機的主要缺點是其較低的有效載荷，可裝載的車輛數目極小，機鼻較長的32型亦只能裝載3輛汽車（以及20名乘客），這使得通過飛機運輸車輛的工作變得複雜。如果一輛已訂購的汽車未能交付，運載該車的班機有效載荷便減少1/3，造成虧損。而1950年代，英國製造的汽車平均長度又逐漸增大，1959年英國車輛平均長度就比1950年長10英吋，這進一步對汽車的空運造成了挑戰。汽車運輸的季節性因素更導致高峰期以外汽車運輸機的利用率降低。此外，在跨英吉利海峡線上的頻繁起降、在低空湍流中飛行、周轉時間不足（最低20分鐘）等因素增大了飛機結構疲勞的可能性。這些因素迫使嚴格、昂貴的改裝項目產生。
當時主要的航空公司用波音707、道格拉斯DC-8等喷气式飞机替代老式的活塞發動機民航飛機，二手DC-4的單價亦降至最低50,000英镑。將每架DC-4改裝為汽車運輸機的費用約為80,000英鎊，這亦是較小的航空公司（如汽車運輸公司）可承擔得起的價位。弗雷迪·萊克設計的改裝DC-4模型擁有機鼻處的貨艙門，以及機身上方的駕駛艙，這使得這一新型飛機的有效載荷大於布里斯托170貨機/超級貨機。由於這一設計及DC-4更大、更寬的機身，該機可裝載5輛一般大小的英製車輛及25名乘客。英國空中渡運的ATL-98可在裝載5輛汽車及22人的佈局及2-3輛汽車及55人的佈局間轉換，這一轉換需時約40分鐘。此外，由於DC-4沒有機艙加壓系統，這一機型被視為跨英吉利海峽低空飛行的理想機型，結構改造亦成功進行。最後改裝的飛機被稱為“Carvair”，即“汽車空運（car-via-air）”的縮寫，型號為ATL-98。
最初，加壓的道格拉斯DC-6和道格拉斯DC-7被認為在第一批ATL-98汽車運輸機服役15年內可改裝為更大的“第二代”汽車運輸機。
實際被改裝的飛機前部機身比原機前部長8英尺8英寸（2.64），駕駛艙位於機身上部的隆起部分（這一設計後來被波音747採納，而波音747貨機的主貨艙門亦設於機鼻處），以滿足機鼻處的側開貨艙門設計，尾翼亦有所增大，而發動機仍為四台普惠R-2000双黄蜂发动机。
ATL-98的樣機於1961年6月21日首飛。共有21架ATL-98在英國製造，其中三架在伦敦绍森德机场生產，其餘在伦敦斯坦斯特德机场生產。最後三架ATL-98被交付給澳洲安捷航空，而這三架飛機的前身是安捷航空自有的DC-4，前18架ATL-98前身均為英國航空貿易購買的二手飛機，多數售予子公司英國聯合空中渡運（BUAF）。2007年6月仍在飛行的兩架ATL-98中的一架原屬安捷航空，而安捷航空的另外一架ATL-98於1975年在金邊被廢棄。最後一架（第21架）ATL-98於1968年7月12日首飛，隨後交付澳洲安捷航空。
1960年，一架新改裝的ATL-98基價為150,000英鎊。
占士邦電影《金手指》中的金手指一角即搭乘載有其勞斯萊斯汽車的ATL-98前往日內瓦。

## 服役情況

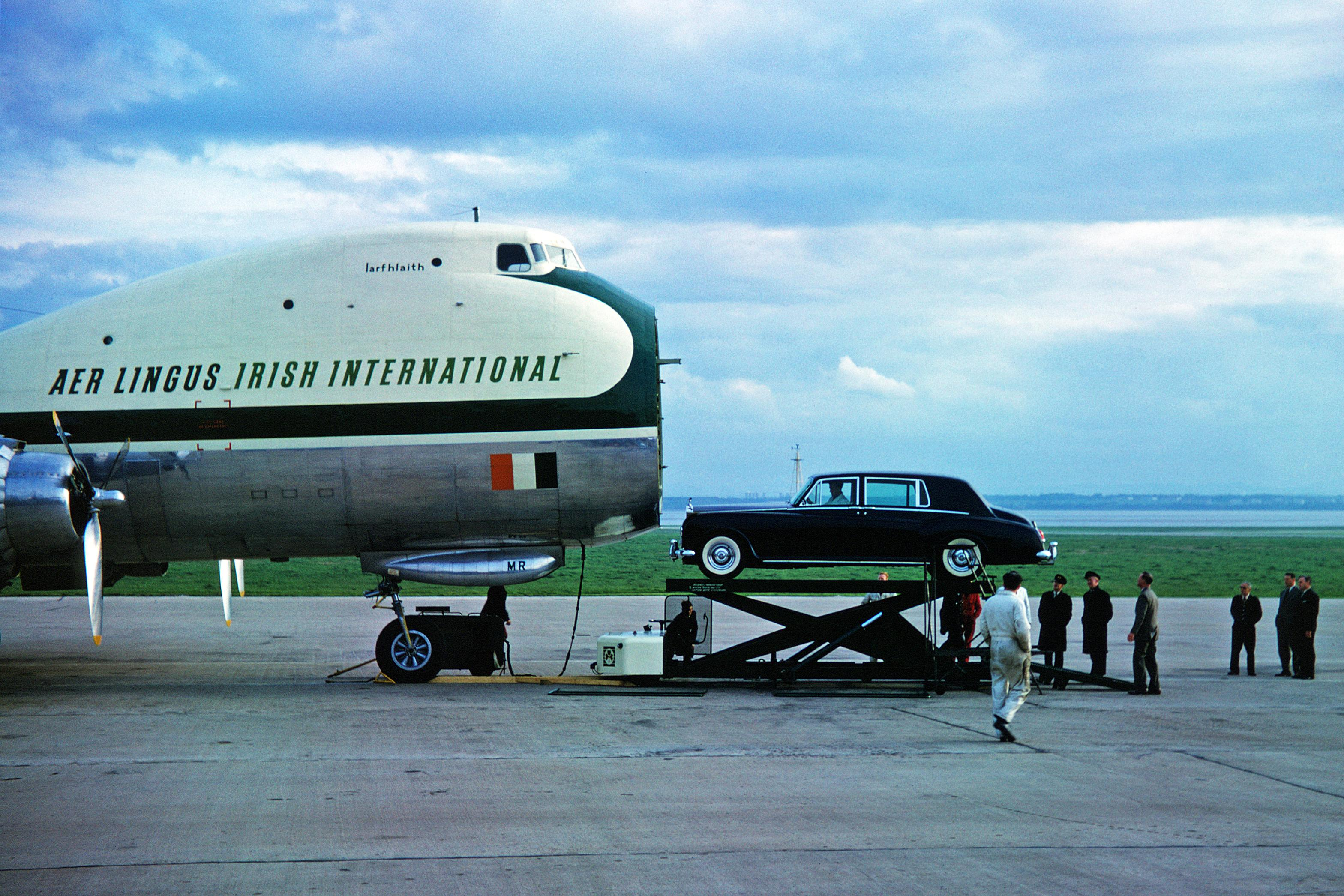
正在運載汽車的愛爾蘭航空ATL-98

1968年安捷航空的ATL-98

ATL-98的主要用戶包括愛爾蘭航空、英國聯合空中渡運等，於1960-1964年間被聯合國在剛果（金）國內使用。愛爾蘭航空的ATL-98可在55座和22座加5輛汽車的佈局間轉換。部分ATL-98為只設9個座位的純貨機。一架ATL-98有55個高密度座椅和運載三輛汽車的空間。歐洲最後的ATL-98用戶為英國空中渡運，其ATL-98一直使用至1970年代。

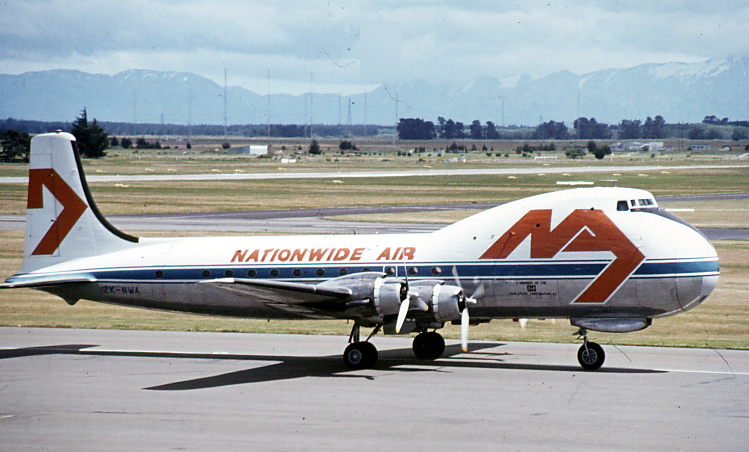
1977年全國航空的ATL-98在基督城

21架ATL-98中有8架在空難中墜毀，其中一架於1962年墜毀於荷蘭鹿特丹，一架1967年墜毀於巴基斯坦卡拉奇，一架1968年墜毀於加拿大雙瀑布，一架1971年墜毀於法國勒图凯巴黎普拉日，另外四架墜毀於美國。最為人所知的ATL-98空難於1997年4月發生於喬治亞州格里芬，當時第五架生產的ATL-98在起飛時發生發動機失效，起飛失敗，墜毀於一間空無一人的滚地小猪超市，導致2名飛行員死亡。

## 現存飛機

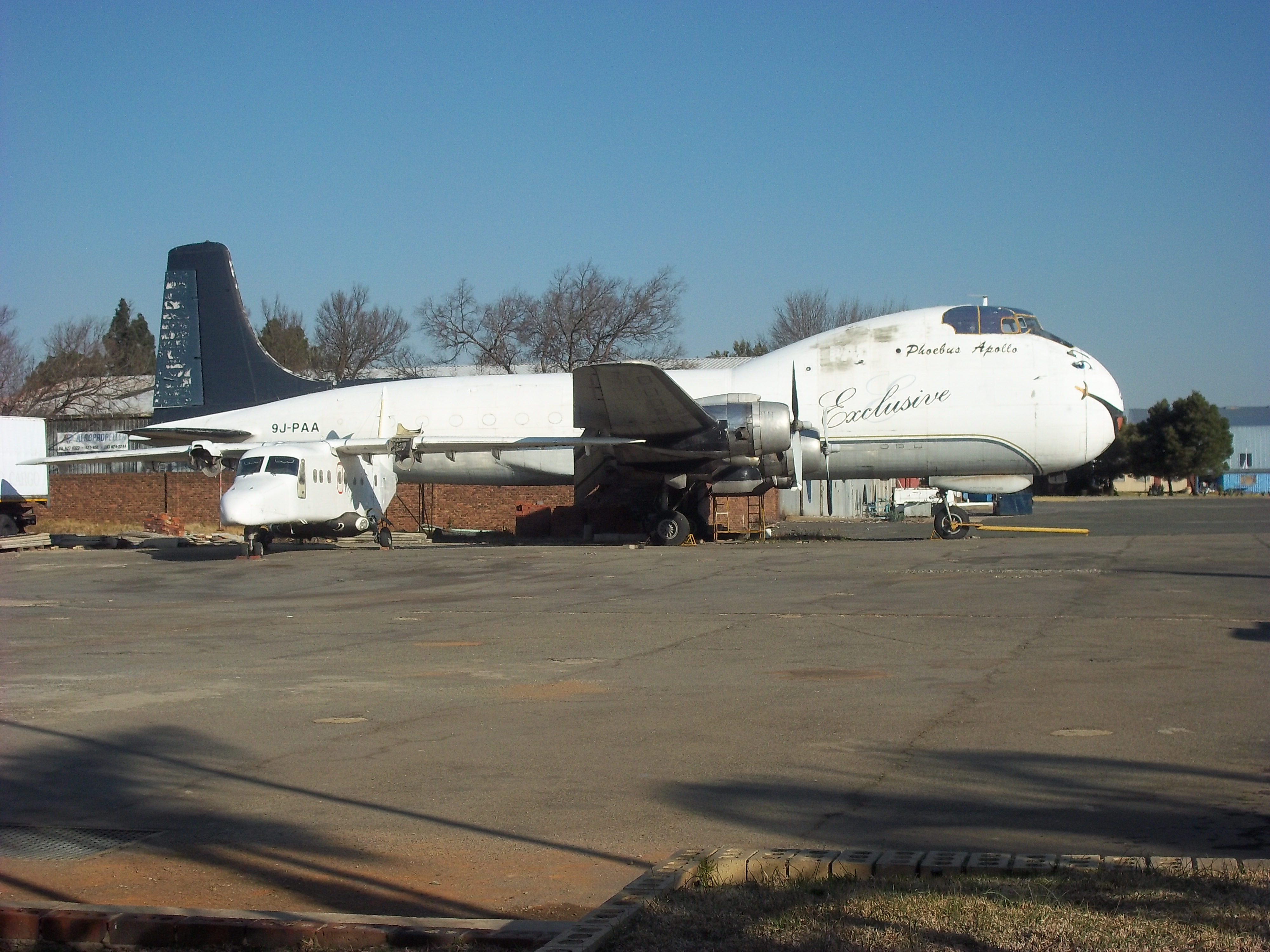
2011年8月18日，編號9J-PAA的ATL-98在南非蘭德機場

贊比亞註冊編號為9J-PAA的ATL-98是第21架（最後一架）ATL-98，現時在南非存放，其擁有者計劃令該機重新開始飛行。第九架ATL-98（編號N89FA）現時存放於德克薩斯州丹尼森，曾於2005年世界跳傘大會上創下ATL-98的最多載人紀錄，當時載80名跳傘者和5名機組人員在10500英尺的高度飛行。跳傘者從飛機後部的貨艙門跳出。
另一架ATL-98（N898AT，第20架）原本亦可飛行，但於2007年5月30日在阿拉斯加降落時墜毀。
2006年9月的遙感影像顯示，第7架ATL-98的殘骸仍在阿拉斯加韦尼蒂附近的一處河灘上，坐標為67°1′16.63″N 146°31′53.51″W / 67.0212861°N 146.5315306°W。

## 以往用戶

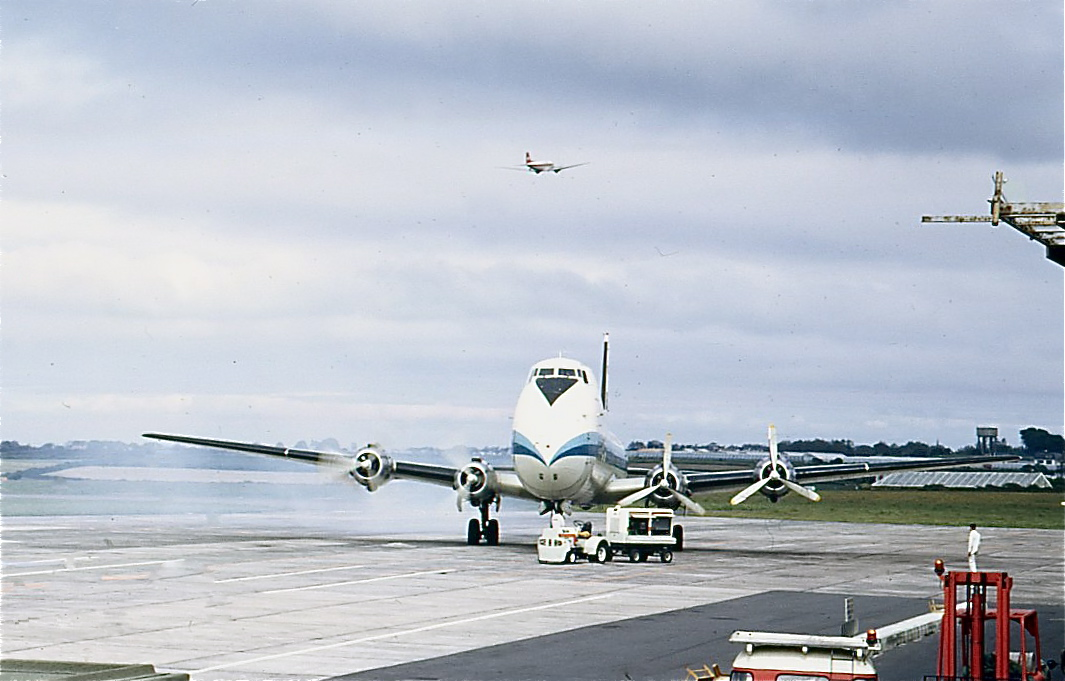
英國航空渡運的ATL-98在根西島機場

西班牙
- 西班牙商業航空（英语：Aviaco）

 爱尔兰
- 愛爾蘭航空

 新西兰
- 全國航空（Nationwide Air）

 英国
- 英國聯合空中渡運
- 海峽空橋

 法國
- 空中運輸集團

- 多米尼加航空

 美国
- 加托全球飛行服務
- 學院航空

 加拿大
- 東部省區航空（英语：Eastern Provincial Airways）

 南非
- 菲伯斯阿波羅航空

- 澳洲安捷航空

 盧森堡
- 洋際航空

## 規格
参考资料：Jane's All The World's Aircraft 1965-66
基本信息
- 机组：2
- 容量：85名乘客（最大載客量）或5輛汽車+22人
- 展弦比：9.45:1
- 翼型：NACA 23016 at root, NACA 23012 at tip

性能

## 外部連結
- www.atl.aero（页面存档备份，存于） – ATL (Aviation Traders Ltd
- www.airliners.net – ATL-98信息
- www.aviationtraderscarvair.com（页面存档备份，存于） – ATL-98生產列表
- www.ruudleeuw.com（页面存档备份，存于） – 序列號42994的改裝史（Gil White）
- www.ruudleeuw.com（页面存档备份，存于） – N898AT照片
- www.flyinghigher.net – N898AT照片及歷史
- www.oldwings.nl（页面存档备份，存于） – N898AT空難細節及照片
- aviation-safety.net（页面存档备份，存于） – ATL-98事故數據庫
- www.aerospaceweb.org（页面存档备份，存于） – 《金手指》電影中的ATL-98